# Fiordaliso
Marina Fiordaliso, cunoscută drept Fiordaliso, (n. 19 februarie 1956, Piacenza, Italia) este o cântăreață  italiană.